# Palacio Civran Grimani
El palacio Civran Grimani es un edificio notable italiano del sestiere de San Polo en Venecia, situado frente al Gran Canal, entre el palacio Dandolo Paolucci y el palacio Caotorta Angaran.

## Historia
El edificio es de finales del siglo XVIII, en estilo neoclásico, si bien, el núcleo original fue una construcción gótica del siglo XV.  
En 1818 se mudaron a este edificio los Grimani, actuales propietarios.